# Megachile botanicarum
Megachile botanicarum är en biart som beskrevs av Cockerell 1923. Megachile botanicarum ingår i släktet tapetserarbin, och familjen buksamlarbin. Inga underarter finns listade i Catalogue of Life.